# Fimbristylis xyridis
Fimbristylis xyridis är en halvgräsart som beskrevs av Robert Brown. Fimbristylis xyridis ingår i släktet Fimbristylis och familjen halvgräs. Inga underarter finns listade i Catalogue of Life.